# Monte Mason
Il Monte Mason è un picco roccioso antartico, alto 815 m, situato al margine della Barriera di Ross e che sormonta l'estremità settentrionale del Lillie Range, catena montuosa che fa parte dei Monti della Regina Maud, in Antartide. 
Il monte è stato scoperto e fotografato dalla prima spedizione antartica (1928-30) dell'esploratore polare statunitense Byrd.
La denominazione è stata assegnata dallo stesso Byrd in onore di Howard F. Mason (1901-1996), ingegnere radio della spedizione nel periodo invernale passato alla base esplorativa Little America.